# Mario Dotta
Mario Rubens Dotta Ostria (Montevideo, 20 de octubre de 1933 - Ib., 4 de mayo de 2020) fue un historiador, profesor y escritor uruguayo.

## Biografía
Nació en Montevideo en 1933. Cursó estudios en la Facultad de Humanidades y Ciencias de la Educación en la Universidad de la República, graduándose como Licenciado en Ciencias Históricas en 1994 y Mágister en Estudios Migratorios en 2003.
Tras su graduación se vinculó como licenciado en el Instituto de Profesores Artigas y en la Facultad de Información y Comunicación, impartiendo enseñanza de Historia Contemporánea. Como escritor produjo varias obras relacionadas con el Estado, con la masonería y con la política uruguaya del siglo XIX. Entre sus obras destacan En tiempos del general Máximo Santos de 2004, Caudillos, doctores y masones de 2007 y El artiguismo y las vertientes universales de 2008.
Falleció el 4 de mayo de 2020 en Montevideo.

## Obras destacadas
- 1991 - El artiguismo y la revolución francesa
- 1999 - De octubre a Kosovo
- 2004 - En tiempos del general Máximo Santos
- 2007 - Caudillos, doctores y masones: protagonistas en la gran comarca rioplatense
- 2008 - El artiguismo y las vertientes universales
- 2011 - Oligarquías, militares y masones: la guerra contra Paraguay y la consolidación de las asimetrías regionales
- 2014 - Leandro Gómez: artiguista, masón, defensor heroico de la independencia nacional